# Donja Gradina
Donja Gradina ist ein Dorf im äußersten Norden von Bosnien und Herzegowina im Landesteil Republika Srpska, direkt an der Mündung der Una in die Save, die hier die Grenze zu Kroatien bilden. Donja Gradina ist die nördlichste Siedlung Bosniens.

## Gedenkstätte
Bei Donja Gradina befand sich von 1941 bis 1945 das Hinrichtungsgebiet des KZ Jasenovac auf der anderen Seite des Flusses Save, in dem tausende serbische Zivilisten von kroatischen Faschisten ermordet wurden. Die Ustascha nutzten leere Flächen bei Donja Gradina, wo sie ein mit Draht markiertes Gebiet für die Tötung und die Massengräber umgaben. In Gradina wurden 105 Massengräber mit einer Gesamtfläche von 10.130 m² gefunden.
Heute existiert dort eine Gedenkstätte mit Memorialgelände auf einer Größe von zirka 117 ha, 1/8 der Gesamtfläche des KZ. Jasenovac.